# Joseph Nguyên Van Yến

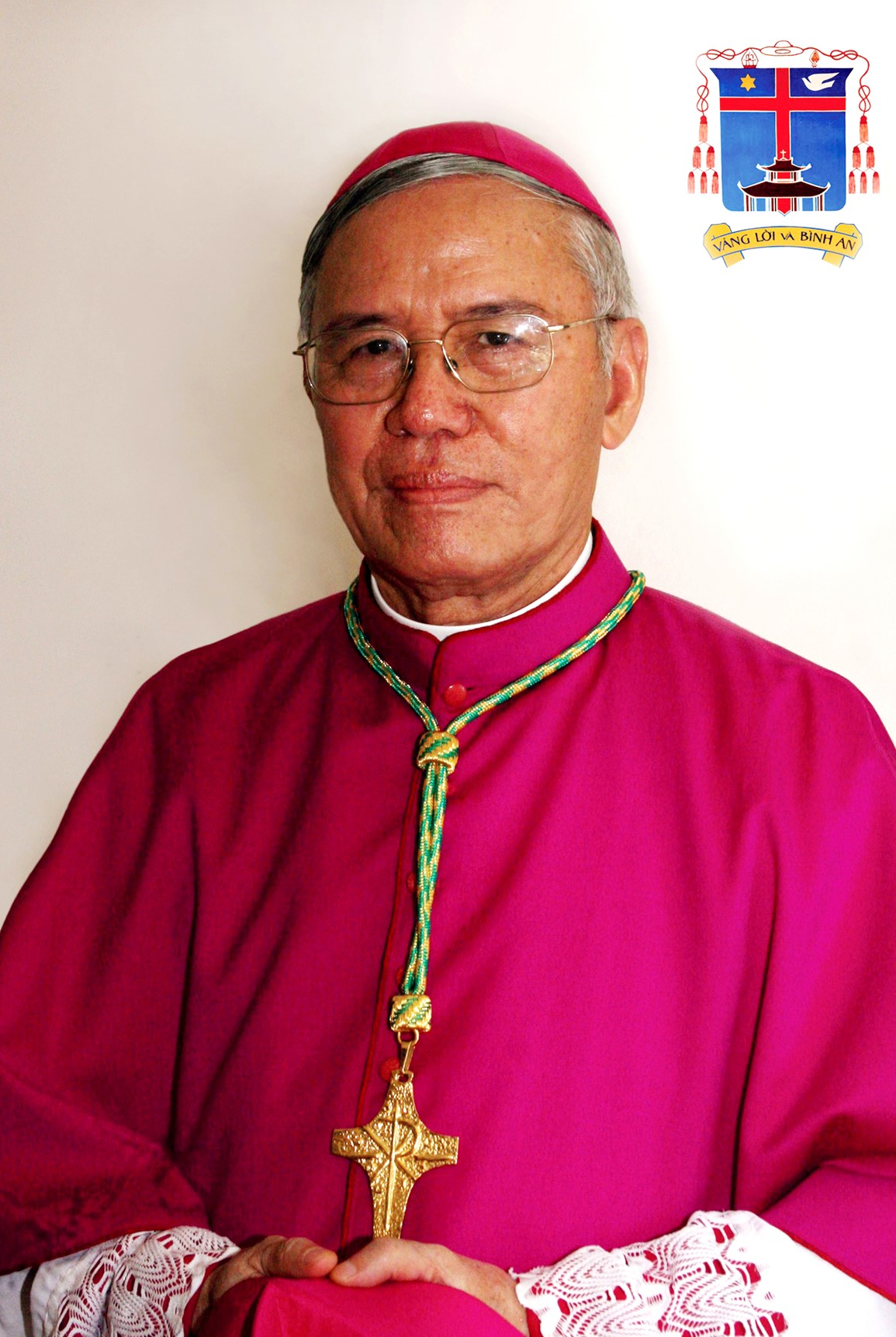
Joseph Nguyên Van Yến, 2013

Giuse (dt. Joseph) Nguyễn Văn Yến (* 26. Dezember 1942 in Vinh Tri, Vietnam) ist emeritierter Bischof von Phát Diệm.

## Leben
Joseph Nguyễn Văn Yến empfing am 26. Juni 1977 die Priesterweihe.
Papst Johannes Paul II. ernannte ihn am 14. November 1988 zum Koadjutorbischof von Phát Diệm. Die Bischofsweihe spendete ihm der Erzbischof von Hanoi, Joseph-Marie Kardinal Trinh Van-Can, am 16. Dezember desselben Jahres; Mitkonsekratoren waren Giuse Maria Nguyễn Tùng Cương, Bischof von Hải Phòng, und Paul Joseph Phạm Đình Tụng, Bischof von Bắc Ninh.
Nach der Emeritierung Paul Bui Chu Taos folgte er ihm am 3. November 1998 als Bischof von Phát Diệm nach. Am 14. April 2007 nahm Papst Benedikt XVI. sein aus Gesundheitsgründen vorgebrachtes Rücktrittsgesuch an.